# Monika Marach
Monika Marach (16 de abril de 2004) es una deportista polaca que compite en halterofilia. Ganó una medalla de bronce en el Campeonato Europeo de Halterofilia de 2022, en la categoría de 71 kg.

## Palmarés internacional
| Campeonato Europeo | Campeonato Europeo | Campeonato Europeo | Campeonato Europeo |
| Año                | Lugar              | Medalla            | Categoría          |
| ------------------ | ------------------ | ------------------ | ------------------ |
| 2022               | Tirana (Albania)   | Medalla de bronce  | 71 kg              |